# Neuroleon (Neuroleon) lodwarinus
Neuroleon (Neuroleon) lodwarinus is een insect uit de familie van de mierenleeuwen (Myrmeleontidae), die tot de orde netvleugeligen (Neuroptera) behoort. 
Neuroleon (Neuroleon) lodwarinus is voor het eerst wetenschappelijk beschreven door Navás in 1936.